# Батьма (національний парк)
Національний парк Батьма (в'єт. vườn quốc gia Bạch Mã, досл. «Білий Кінь») — це заповідник в центральному В'єтнамі, поблизу міст Хюе та Дананг. Він охоплює 220 км² та включає три зони: центральну зону, що суворо охороняється, адміністративну зону та буферну зону. До парку можна дістатися пішки, на мопеді або машиною з гідом.

## Історія
У 1932 році французький інженер Жирар (Girard) обрав вершину Батьма для гірської станції (прохолодного прихистку на сезон спеки) колоніальної адміністрації Хюе. У наступні роки було створено село, що включало 139 вілл та готелів. Щоб розмістити відпочивальників та уникнути поїздок на роботу крутою 19 км дорогою до наступного великого міста, тут побудували поштове відділення, ринок та лікарню. До 1937 року кількість будинків для відпочинку досягла 139, і місто стало відомим як «центральнов'єтнамський Далат». Більшість відвідувачів були високопоставленими французами. На початку 1950-х років у цьому районі відбувалися бойові дії. Після здобуття незалежності від французів вілли в Батьма були покинуті; сьогодні вони повністю зруйновані, і залишилося лише кілька кам'яних стін. Розташований на висоті 1250 метрів над рівнем моря, національний парк є популярним літнім місцем відпочинку у В'єтнамі завдяки своєму прохолодному клімату.
Територія навколо Батьми спочатку охоронялась як декілька окремих лісових заповідників у 1937 році, та оголошена заповідною зоною урядом Південного В'єтнаму у 1962 році. У 1986 році ця територія була оголошена національним парком. Ліси парку, так само як і Національний парк Каттьєн, постраждали від використання дефоліантів, таких як Агент Оранж, під час В'єтнамської війни. 
У 2004 році розглядалося питання розширення парку з метою створення коридору від кордону з Лаосом до моря.

## Навколишнє середовище
Національний парк Батьма розташований в Аннамських горах і є одним з найвологіших місць у В'єтнамі. Гори переважно складаються з гранітів, а топографія парку загалом дуже крута. Його розташування на біогеографічному кордоні між північним та південним В'єтнамом, у поєднанні з різноманітністю середовищ існування, що простягаються від узбережжя до високих гір, зумовлює багате біорізноманіття.

### Флора
Парк розташований у районі, який вважається центром різноманітності рослин у В'єтнамі. Основним типом рослинності є вологий вічнозелений та гірський ліс, а також ділянки чагарників та луків, де спостерігається високий рівень втручання людини.

### Фауна
Ссавці парку недостатньо відомі, хоча історично тут мешкали такі важливі види, як азійський слон, білощокий гібон та дюк немейський. Також охороняються важливі види птахів, особливо в'єтнамських ендеміків, таких як аргус чубатий, аннамська куріпка та лофур анамський, яких вважали вимерлими. Парк був визначений Важливою орнітологічною територією (ВОТ) організацією BirdLife International, оскільки він підтримує значні популяції багатьох видів птахів.

## Зовнішні посилання
- Поточний офіційний веб-сайт
- Архівований офіційний вебсайт
- Національні парки В'єтнаму Історична сторінка про Національний парк Батьма